# Sannat (Francja)
Sannat – miejscowość i gmina we Francji, w regionie Nowa Akwitania, w departamencie Creuse.
Według danych na rok 1990 gminę zamieszkiwały 432 osoby, a gęstość zaludnienia wynosiła 13 osób/km² (wśród 747 gmin Limousin Sannat plasuje się na 281. miejscu pod względem liczby ludności, natomiast pod względem powierzchni na miejscu 138.).